# Crasciana
Crasciana è una frazione del comune italiano di Bagni di Lucca, nella provincia di Lucca, in Toscana.

## Storia
Le prime notizie di Crasciana si hanno intorno al 1200, quando il paese compare per le prime volte nelle cartine della zona, rappresentato con qualche casa con un altissimo campanile al centro sotto il nome medioevale di "Carciana". Il nome deriverebbe da un centurione romano (Carsius) che fondò una piccola comunità nei territori che gli erano stati concessi per meriti di guerra.
Il popolamento del paese, secondo alcune ipotesi, potrebbe essere stato il risultato di uno spostamento degli abitanti del "Santo alla Villa", località situata qualche centinaio di metri più in basso rispetto a Crasciana, oggi disabitata, dove è presente la chiesa di S.Frediano (detta appunto"del Santo alla Villa") e campi coltivati.

Stemma del paese di Crasciana

## Sviluppo del paese
Le prime notizie ufficiali riguardanti il paese risalgono al 737 d.C. (pag. 194 del Codice Diplomatico Longobardo).
La notizia dell'esistenza della Chiesa del Santo alla Villa è datata 918 (intitolata a S.Frediano). Mentre, risale al 1260, la notizia dell'esistenza dell'attuale Chiesa di S.Jacopo a Crasciana. Sarà soltanto nel 1387, che, a seguito dell'unione delle due chiese, la parrocchia assumerà l'attuale titolo dei SS. Jacopo e Frediano.
Come dimostra la croce che domina l'emblema di Crasciana, la Chiesa e la vita religiosa hanno da sempre avuto un ruolo importantissimo nelle vite dei paesani (simboli religiosi e particolari architettonici delle abitazioni, oltre alle incisioni di croci e date che ricordano visite pastorali ne sono la prova), tanto da scatenare una competizione con Casabasciana (che per molti anni è stata una parrocchia di maggiore rilievo).
La chiesa dei SS. Jacopo e Frediano è stata costruita tra Duecento e Trecento. Sia la chiesa che il campanile sono stati ristrutturati, ed in parte ricostruiti, subito dopo la fine della 1ª Guerra Mondiale, come dimostra il mosaico del pavimento all'ingresso della struttura: "PAX 1919". All'interno della chiesa sono conservate diverse opere d'arte: l'opera forse più importante è un Crociﬁsso ligneo della fine del Trecento che, seppur mutilo, mostra un'alta qualità, un peculiare stile realistico ed un accentuato pathos, visibile nel volto scavato ed allungato incorniciato da una capigliatura ricadente. In chiesa sono anche alcune pale secentesche, un pregevole organo utilizzato anche per concerti, l'affresco dell'Ascensione, l'acquasantiera in marmo (risalente al XVIII secolo), l'urna sepolcrale (presunta) di Santa Beatrice ed altre pregevoli sculture sacre in legno.
Crasciana era circondata da mura. Il "centro storico", che comprende gran parte del paese, era una sorta di castello, e si estendeva dalla cosiddetta "strada del castello" (nei pressi della piazza de "Le Giannelli", che attraversa un arco -dove sono ancora visibili le fessure per le armi da fuoco- e porta alla chiesa passando dall'Aia Landi), fino alla "porta del castello" (nella parte bassa del paese).
L'acqua corrente in paese arrivò soltanto tra gli anni venti e gli anni trenta del novecento, con la costruzione di 3 fontane dislocate in modo che tutti ne potessero beneficiare. Si dovrà attendere ancora qualche anno per poter utilizzare l'acqua nelle case. In precedenza, le donne lavavano i panni al Lavatoio (oggi trasformato in garage), mentre l'acqua da bere e per lavarsi veniva prelevata dalla Fontana "di là" (così chiamata perché raggiungibile dopo aver percorso un breve sentiero isolato rispetto al paese).

## Dialetto
Il "dialetto" crasciano è una mescolanza di italiano/toscano e latino, con accento lucchese. Ancora oggi, la messa viene cantata in latino. I verbi al participio passato sono abbreviati, per esempio: "è cascato" in "è casco", "è arrivato" in "è arrivo", che viene a sua volta abbreviato in "è 'rivo". Il verbo andare è sostituito con il latino "ire".

## Curiosità
- Tra i numerosi episodi di sfottò tra i due paesi, si racconta che i Crascianesi (o Crasciani, per dirlo nel dialetto locale), posero di notte delle balle di concime alla base del campanile di Casabasciana (notevolmente più basso rispetto a quello del paese rivale) per evidenziare la differenza di altezza con l'altro campanile, di cui gli abitanti di Crasciana si sono sempre vantati.